# Tren Bala (novela de 2010)
Tren Bala (en japonés 新幹線, Shinkansen) o Maria Beetle (メアリービートル, Mearī Bītoru) es una novela negra japonesa de acción y humor de Kotaro Isaka del año 2010. En 2022 obtuvo su adaptación cinematográfica titulada Bullet Train.

## Argumento
La historia se desarrolla dentro del Shinkansen, el tren bala que recorre Japón. Yuichi Kimura se introduce en el tren para asesinar a un hombre llamado El Príncipe, quién había empujado a su hijo de un edificio de grandes almacenes. Al mismo tiempo, un sicario desafortunado llamado Nanao también sube al tren para robar una maleta llena de dinero perteneciente a un hombre llamado Minegishi. Por último, un dúo de sicarios llamados Mandarina y Limón transportan la maleta y llevan consigo a un joven al que llaman Pequeño Minegishi, el hijo de su jefe.
Sin embargo, todas las cosas se complican de forma inesperada. El Príncipe resulta ser un niño de 14 años, pero que a su vez es un manipulador mental y que mantiene a Kimura retenido y torturándolo. Nanao consigue robar la maleta, pero sin embargo, antes de salir del tren, es atacado por un antiguo socio llamado El Lobo, que le impide salir y se enfrenta a él. Y por último, mientras Mandarina y Limón buscaban su maleta robada, alguien acaba con la vida del Pequeño Minegishi. El dúo busca al culpable del robo y de la muerte del chico, mientras que Nanao mata accidentalmente al Lobo rompiéndole el cuello. Asustado, esconde el cadáver en un asiento de forma que parezca que duerme y esconde la maleta en un espacio junto a los cubos de basura y abandona el vagón.
Mientras tanto, en el vagón 7 con El Príncipe, este tortura a Kimura psicológicamente, diciéndole que si no responde al teléfono cuando su compañero llame, este tendrá vía libre para asesinar a su hijo Wataru, que reside en el hospital. También descubre a través de una conversación con Limón que hay una maleta con dinero escondida en alguna parte del tren. Junto a Kimura, busca la maleta hasta encontrarla, y le obliga a descifrar la combinación. En ese mismo momento, Nanao aparece desesperado buscando la maleta después de haberse encontrado con Limón. Este está a punto de llorar y le comenta al Príncipe que es alguien con mucha mala suerte. Tras abandonar la sala, y al poco rato, Kimura descifra la combinación y ambos vuelven al asiento.
Tras su ataque de desesperación, Nanao se sienta al lado de un desconocido llamado Suzuki, a quien le cuenta sus problemas de forma natural. Tras contárselo, este se levanta más calmado y realiza un nuevo plan. Este decide ir a hablar con el dúo para realizar equipo contra Minegishi. En un momento que Mandarina abandona el vagón, Nanao aprovecha para hablar con Limón. La conversación se torna pronto en una batalla, en la cual Nanao sale victorioso tras dejar fuera de combate a Limón, y decide usar su somnífero y echarlo en su botella de agua. Viéndose incapaz de razonar con ellos, elabora un plan para escapar de Mandarina y volver a su asiento. Mientras, El Príncipe observa el contenido de la maleta, viendo que estaba llena de dinero y con varias tarjetas de crédito. Tras coger las tarjetas, cierra la maleta y la devuelve al lugar donde la encontró.
Intentando probar suerte otra vez, Nanao vuelve a observar el espacio donde había dejado la maleta por primera vez, encontrándola de nuevo. Con la maleta otra vez en su poder, este decide llamar al dúo para pactar con ellos. Este les comenta que les devolverá la maleta, que ahora la posee el conductor del tren, y que se bajara del tren en la próxima parada. Sin embargo, estos dos rechazan la oferta debido a que quieren usarle como cebo para decirle a Minegishi que fue él quien asesino a su hijo. A modo de respuesta, Nanao les comenta que en uno de los vagones está el cuerpo del Lobo, quien llevaba información encima sobre el Avispón, quien era su objetivo principal y quien realmente es el asesino del Pequeño Minegishi. Mandarina y Limón investigan el cadáver, y descubren una foto donde se puede ver a la azafata del tren, quién resulta ser el Avispón. Al otro lado de la línea, Nanao se encuentra con la azafata y se enfrenta a ella, acabando con su vida y escondiéndola en el cuarto de baño.
Ahora con el Avispón muerto, el dúo sigue queriendo ir a por Nanao y se separan. En la dirección en la que Limón se dirige, se encuentra con El Príncipe y con Kimura. El Príncipe le comenta sobre si ya ha encontrado su maleta perdida, y procede a ayudarlo junto a Kimura. Sin embargo, más temprano que tarde Limón se percata de que algo anda mal, y apunta a ambos con su pistola. Este propone una idea para que entre ellos delaten quien es el jefe. Kimura, sabiendo que si El Príncipe muere, también lo hará Wataru, se sacrifica y recibe dos disparos en el pecho, para luego ser encerrado en el baño. Antes de continuar, Limón se percata que El Príncipe es realmente quien lleva los hilos, pero antes de poder hacer nada, este cae rendido debido a haber bebido del agua con somnífero. El Príncipe aprovecha la situación y encierra a Limón en el baño para posteriormente dispararle en la cabeza y quitárselo de encima. También, aprovecha para llamar a los padres de Kimura para advertirles de que su hijo y nieto están en peligro para burlarse de ellos.
Mientras, Mandarina se encuentra con Nanao, a quien quiere usar como Pequeño Minegishi debido a que en la próxima estación, varios hombres del propio Minegishi estarán esperando para comprobar que todo está bien. Junto a una maleta cualquiera, ambos bajan y consiguen engañar a los hombres de Minegishi hasta que accidentalmente Nanao abre la maleta y deja caer todo su contenido al suelo. Ambos suben corriendo al tren y dejan la estación. De paso se encuentra con El Príncipe, que comienza a seguirlos. Durante el camino, Nanao se encuentra con el conductor del tren y pide que lo lleve junto con la maleta para entregársela a Mandarina. Por el camino, este se distrae y observa la puerta de uno de los baños, en la cual ve un truco que Limón usaba para cerrar las puertas desde fuera. Mandarina entra y ve la escena, rompiéndose al ver el cuerpo de su amigo, aunque también comenta que el otro cuerpo aun permanece con vida. Sin embargo, sobre el hombro del Príncipe, este observa una pegatina de un tren de la serie animada Thomas y sus amigos, con la cual Limón está muy obsesionado. A través de esto, Mandarina deduce que el es el asesino y aprovecha para intentar matarlo. Justo en ese momento, aparece Nanao con la maleta, que al ver la escena rompe el cuello de Mandarina matándolo al instante. 
Con ayuda del Príncipe, esconde el cadáver en el baño junto a los otros dos y decide bajarse en la siguiente estación. Sin embargo, El Príncipe le pide que se quede con él hasta Morioka, la última estación, donde se encuentra Minegishi esperando tras el accidente de Mandarina y Nanao. Este se niega y procede a bajar, pero tras un repentino ataque de mala suerte, las puertas se cierran y Nanao se queda dentro. Ya cansado, se sienta junto al Príncipe en una hilera vacía y esperan hasta Morioka. Sin embargo, por las puertas del vagón aparece Shigeru Kimura y Akiko Kimura, quienes son los padres de Yuichi y subieron para buscar al culpable del accidente de Wataru. Ambos ancianos se sientan enfrente de Nanao y el Príncipe, a quien apunta con una pistola y amenaza. En ese mismo momento, el teléfono del Príncipe suena, y Shigeru le prohíbe cogerlo, provocando que el compañero del Príncipe tenga vía libre para matar a Wataru. 
En ese momento, aparece Suzuki, quien se sienta junto a ellos, y este responde a una pregunta que El Príncipe siempre realiza a los adultos, "¿Por qué está mal matar?" La respuesta convence al Príncipe aunque no lo demuestra, y Suzuki vuelve a abandonar el vagón en busca de sus cosas, al igual que Nanao, que va a esperar al vestíbulo del tren para poder salir de una vez por todas. Cuando ambos se marchan, El Príncipe le dice a los ancianos que hicieron mal en no dejarle contestar y que Wataru está muerto en estos momentos. Sin embargo, en los carteles de noticias del tren, aparece un letrero que indica que Wataru está a salvo y vivo. Resulta que antes de subir al tren, la pareja contacto con un antiguo compañero también llamado Shigeru para que protegiera a Wataru. Este se había escondido bajo la cama del niño, y espanto al hombre del Príncipe. Sin embargo, en el exterior, un hombre contratado por Shigeru llamado Campanilla Morada acaba con la vida del allegado del Príncipe, empujándolo a un coche en un paso de peatones.
Viéndose incapacitado, El Príncipe no sabe cómo reaccionar y el anciano Kimura le apunta con una pistola a la cabeza, luego le roba su móvil para agradecer a Shigeru y amenaza al Príncipe con lo que le va a ocurrir cuando salga del tren. Mientras, en el vestíbulo, Nanao se encuentra con María, su jefa y quien la mando a esta misión, que había subido al tren hace varias estaciones para estar con Nanao, pero se había quedado dormida. Cuando el tren llega a Morioka, ambos bajan y observan a Minegishi a lo lejos, que esperaba la llegada de Mandarina y Limón. Sin embargo, este cae al suelo con una aguja a su espalda, dando a entender que el Avispón realmente eran dos personas y que finalmente acabó con la vida del jefe mafioso.
En el epílogo, Nanao se encuentra en el supermercado hablando por teléfono con María, quien le comenta que el incidente del tren se tomó como una disputa entre bandas y que nunca volvieron a encontrar al Príncipe. Mientras hacía cola, se reencuentra con Suzuki y mantiene una conversación con él. Luego saca de su bolsillo un boleto para una rifa en el supermercado, de la cual consigue ganar el tercer premio, que resulta ser una caja llena de limones y mandarinas.

## Personajes
Nanao (七尾, Nanao) (cuyo apodo es Mariquita (てんとう虫, Tentōchū)) es el protagonista de la novela. Es un sicario conocido por su mala suerte a la hora de realizar encargos, provocando que estos acaben siendo más complicados de lo que son. En la adaptación cinematográfica, el personaje es interpretado por Brad Pitt.
El Príncipe (王子, Ōji) (cuyo nombre real es Satoshi Oji (大路聡, Ōji Satoshi)) es el antagonista principal de la novela. Es un adolescente de 14 años que usa diversos trucos para atacar psicológicamente a sus rivales. Este empuja a Wataru Kimura desde un edificio para posteriormente torturar a su padre dentro del tren y chantajear al resto de personajes. En la película de 2022, es interpretado por Joey King.
Mandarina (タンジェリン, Tanjerin) es uno de los dos sicarios a bordo del tren que protege al Pequeño Minegishi y la maleta con dinero junto a su compañero Limón. Es más metódico y sangriento que su compañero, además de tener menos paciencia. En la película de 2022, es interpretado por Aaron Taylor Johnson.
Limón (レモン, Remon) es uno de los dos sicarios a bordo del tren que protege al Pequeño Minegishi y la maleta con dinero junto a su compañero Mandarina. Tiene un comportamiento infantil y tiene una obsesión con la serie animada Thomas y sus amigos. En la película de 2022, es interpretado por Brian Tyree Henry.
Yuichu Kimura (木村祐一, Kimura Yūichi) es el padre de Wataru Kimura y quien busca venganza intentando matar al Príncipe. Es presentado como un alcohólico y un mal padre, pero qué busca defender a su hijo de morir a manos de los hombres del Príncipe. En la película de 2022, es interpretado por Andrew Koji.
Suzuki (スズキ, Suzuki) es un profesor de academia a bordo del tren que se hace amigo de Nanao durante el trayecto. Este personaje es único de la novela, debido a que no tuvo representación en la película de 2022.
Shigeru Kimura (木村茂, Kimura Shigeru) es el padre de Yuichu Kimura y un antiguo sicario. Este sube al tren junto a su mujer para confrontar al Príncipe tras conocer el estado de su nieto. En la película de 2022, es interpretado por Hiroyuki Sanada.
Akiko Kimura (木村亜希子, Kimura Akiko) es la madre de Yuichi Kimura y una antigua sicaria. Esta sube al tren junto a su marido para confrontar al Príncipe tras conocer el estado de su nieto. En la película de 2022, su personaje falleció durante un flashback del filme.
Campanilla Morada (紫の鐘, Murasaki no kane) es un sicario también conocido como el Empujón que no va a bordo del tren. Este realiza encargos empujando a las personas a los coches para simular accidentes. Este personaje no tiene adaptación en la película de 2022.
Shigeru (茂, Shigeru) es un socio de Shigeru Kimura que se encarga de mantener a salvo a Wataru Kimura, además de ser una persona importante dentro del mundo criminal. Este personaje no tiene adaptación en la película de 2022.
Yoshio Minegishi (峰岸義雄, Minegishi Yoshio) es el antagonista secundario de la novela. Este envía a Mandarina y Limón a rescatar a su hijo y devolverle la maleta con su dinero. En la película de 2022, es interpretado por Nobuaki Shimamoto, pero en ella este es asesinado durante un flashback por el que cambiaría su rol de antagonista llamado Peste Blanca, interpretado por Michael Shannon y que nunca aparece en la novela.
El Lobo (オオカミ, Ōkami) es un sicario de poca monta que se aprovecha de los débiles para golpearlos y tiene una enemistad con Nanao. En la película de 2022, es interpretado por Bad Bunny.
El Avispón (スズメバチ, Suzumebachi) son dos sicarios que son conocidos por matar a las personas con agujas envenenadas. En la película de 2022, este personaje se unifica en uno solo interpretado por Zazie Beetz.
Maria (マリア, Maria) es la jefa de Nanao y la encargada de enviarle a sus misiones y darle consejos a través del teléfono. En la película de 2022, es interpretada por Sandra Bullock.
Wataru Kimura (木村 渡る, Kimura Wataru) es el hijo de Yuichi Kimura que reside en el hospital tras ser empujado desde un edificio por El Príncipe. En la película de 2022, es interpretado por Kevin Akiyoshi Ching.
Pequeño Minegishi (リトル峰岸, Ritoru Minegishi) es el hijo de Yoshio Minegishi y que es rescatado por Mandarina y Limón. En la película de 2022, es interpretado por Logan Lerman.

## Adaptación
En 2022 la novela obtuvo una adaptación a cines llamada Bullet Train. La película fue dirigida por David Leitch y protagonizada por Brad Pitt, Joey King, Aaron Taylor-Johnson, Brian Tyree Henry y Andrew Koji.
La película recibió una acogida en críticas mixtas y por parte del público una acogida positiva.

## Diferencias entre la novela y la película
• En la novela, aparecen diversos personajes que nunca aparecen o son mencionados en la propia película, tales como Campanilla Morada, Suzuki o Shigeru. Caso contrario pasa con la película, que añade personajes que no aparecen en la novela, como la Peste Blanca, Carver o el revisor del tren.
• En la película, Mandarina y Limón son hermanos de sangre pese a sus diferentes colores de piel, mientras que en la novela son físicamente parecidos pero no son hermanos.
• Los personajes de Nanao y El Príncipe son ambos japoneses, mientras que en su adaptación a cines ambos fueron interpretados por actores estadounidenses. Además, El Príncipe en la novela es un chico, mientras que en la película es interpretado por una mujer.
• Yoshio Minegishi en la novela es el antagonista secundario de esta, mientras que en la película es sustituido por otro personaje llamado Peste Blanca.
• El Príncipe y la Peste Blanca en la película son familiares, mientras que en la novela, El Príncipe y el equivalente a la Peste Blanca en el libro no tienen ningún enlace de sangre.
• En la novela, ambos Mandarina y Limón mueren, mientras que en la película de 2022 únicamente es Mandarina quien fallece.
• El Avispón en la novela son dos personas que trabajan de la misma forma, mientras que en la película ambos son unificados en uno mismo.
• Las razones por las cuales El Lobo ataca a Nanao son distintas en ambas versiones. En el libro, este busca vengarse de Nanao tras haberle ridiculizado delante de unos niños, mientras que en la película busca venganza debido a que Nanao estuvo presente en su boda donde murió su esposa, culpándolo de esto.
• Akiko Kimura solo aparece en flashbacks de la película, en los cuales falleció, mientras que en la novela aparece junto a su marido en el tren.
• El final de la novela difiere bastante con el de su adaptación. En el final del libro, María rescata a Nanao del tren y los Kimura terminan con la vida del Príncipe, además de que Minegishi es asesinado por El Avispón. En la película, la Peste Blanca sube al tren y confronta a todos los personajes que permanecen vivos. Durante la batalla, el tren descarrila, la Peste Blanca muere a causa de una pistola explosiva y El Príncipe es asesinado por Limón.